# Las Zwierzyniec w gminie Krzeszowice
Las Zwierzyniec – fragment lasu położonego na obszarze Garbu Tenczyńskiego w gminie Krzeszowice. Potoccy urządzali tu polowania. W Rzeczkach, najbardziej na wschód wysuniętej części Tenczynka, stoi Brama Zwierzyniecka, pozostałość po ogrodzonym zwierzyńcu. Od tego miejsca pochodzi nazwa lasu – Las Zwierzyniec.
Od zachodu Las Zwierzyniec sąsiaduje z Puszczą Dulowską, w jego centrum znajduje się czynna kopalnia diabazów Niedźwiedzia Góra oraz całkowicie zalesione wzniesienia Niedźwiedziej Góry (350 m n.p.m.) i Czerwieńca (380 m n.p.m.).
Przez las prowadzą szlaki turystyki rowerowej i konnej. Znajduje się w nim kilka leśnych stawów: Staw Wroński (obecnie zagospodarowany jako miejsce aktywnego wypoczynku), Czarny Staw, Staw Rzeczki, Staw Papki.

## Historia
Niektóre źródła podają, że las ten od XVI w. był terenem łowieckim „panów na Tenczynie”, którego ogrodzona część obejmowała ok. 860 ha. Według nowych bardziej wiarygodnych źródeł w połowie XIX w. istniał tu zwierzyniec Potockich, gdzie trzymano zwierzęta łowne (m.in.: daniele, borsuki, dziki, jelenie itd.). Istniał on do 1919. O starszym zwierzyńcu Tenczyńskich mowa jest natomiast w niedalekiej Woli Filipowskiej.
Na terenie lasu znajdują się kamieniołomy bazaltu i diabazu świadczące o istnieniu na tych terenach czynnych wulkanów. W diabazach występują m.in. pirokseny rombowe, ametysty, agaty, kwarc i jaspis. W początkach XX wieku działały tutaj dwie kopalnie węgla kamiennego: Krystyna I oraz Krystyna II.

## Szlaki rowerowe
– z Krzeszowic przez Miękinię, Dolinę Kamienic, Wolę Filipowską, Puszczę Dulowską, Las Orley, rezerwat przyrody Dolina Potoku Rudno, Sankę, Dolinę Sanki i Niedźwiedzią Górę do Krzeszowic.
 – z Krzeszowic przez Tenczynek, Brzoskwinię, Las Zwierzyniec, Las Zabierzowski, Szczyglice do Krakowa.